# Steve Garvey
Steven „Steve“ Patrick Garvey (* 22. Dezember 1948 in Tampa, Florida) ist ein US-amerikanischer Politiker (Republikanische Partei) und ehemaliger Baseballspieler in der Major League Baseball (MLB) auf der Position des First Basemans. In seiner aktiven Karriere wurde er zehn Mal in das All-Star-Team der National League gewählt, erhielt 1981 den Roberto Clemente Award und gewann im selben Jahr mit den Los Angeles Dodgers die World Series. Als Politiker kandidiert Garvey für einen Sitz im Senat der Vereinigten Staaten bei der Wahl 2024.

## Sportlicher Werdegang
Garvey besuchte die Michigan State University. Hier spielte er nicht nur Baseball, sondern auch American Football im Hochschulsportteam der Universität.
Garvey spielte von 1969 bis 1982 in der National League bei den Los Angeles Dodgers und dann bis 1987 bei den San Diego Padres. Er wurde 1974 als National League Most Valuable Player ausgezeichnet und zehnmal für die National League in das All-Star-Team gewählt. Steve Garvey führte die Dodgers 1981 zum Titelgewinn bei den World Series. 1984 führte er die Padres in die World Series. Die San Diego Padres sperrten Garveys Rückennummer, die 6, ein Jahr nach dem Ende seiner Karriere.

## Nach der aktiven Zeit
Nach seiner aktiven Zeit im Baseball gründete er ein Werbeunternehmen und war im Wohltätigkeitsbereich tätig. Er wurde unter anderem National Campaign Chairman der Multiple Sclerosis Society. Politisch trat er nicht hervor, stimmte aber nach eigenen Angaben 2016 und 2020 bei den Präsidentschaftswahlen für Donald Trump.
Am 10. Oktober 2023 kündigte Steve Garvey an für den Senat der Vereinigten Staaten bei den Wahlen 2024 als Republikaner zu kandidieren, nachdem Senatorin Dianne Feinstein kurz zuvor verstorben war. Er erklärte, dass er sich im Wahlkampf auf Lebensqualität, innere Sicherheit und Bildungspolitik konzentrieren werde. Die Kampagne werde von gesundem Menschenverstand geleitet werden, so Garvey. In der offenen Vorwahl im März 2024 belegte Garvey den 2. Platz und wird deshalb in der allgemeinen Wahl gegen den Demokraten Adam Schiff antreten.